# پارک ملی رود فیتزجرالد
پارک ملی رود فیتزجرالد (به انگلیسی: Fitzgerald River National Park) یک منطقهٔ مسکونی در استرالیا است که در استرالیای غربی واقع شده‌است.